# (500498) 2012 TV270
(500498) 2012 TV270 es un asteroide perteneciente al cinturón de asteroides, descubierto el 11 de octubre de 2012 por el equipo del Pan-STARRS desde el Observatorio de Haleakala, Hawái, Estados Unidos.

## Designación y nombre
Designado provisionalmente como 2012 TV270.

## Características orbitales
2012 TV270 está situado a una distancia media del Sol de 2,905 ua, pudiendo alejarse hasta 2,992 ua y acercarse hasta 2,818 ua. Su excentricidad es 0,029 y la inclinación orbital 9,083 grados. Emplea 1808,61 días en completar una órbita alrededor del Sol.

## Características físicas
La magnitud absoluta de 2012 TV270 es 17,1. 